# 埃斯彭·安德森
埃斯彭·安德森（挪威語：Espen Andersen，1993年10月28日—），挪威男子北欧两项运动员。他曾代表挪威参加2018年和2022年冬季奥林匹克运动会北欧两项比赛，获得一枚金牌和一枚银牌。